# Microlepidotus brevipinnis
Microlepidotus brevipinnis és una espècie de peix pertanyent a la família dels hemúlids.

## Descripció
- Pot arribar a fer 40 cm de llargària màxima (normalment, en fa 30).
- Cos allargat i comprimit.
- Boca petita i terminal.
- És de color gris blavós amb les aletes de color groguenc.[5][6][7]

## Hàbitat
És un peix marí, bentopelàgic i de clima tropical (32°N-7°N).

## Distribució geogràfica
Es troba al Pacífic oriental central: des del golf de Califòrnia fins a Panamà.

## Observacions
És inofensiu per als humans.